# ابن قتيبة
أبو محمد عبد الله بن مسلم بن قتيبة الدِّينَوَرِيُّ (213- 15 رجب 276 هـ / 828 - 13 نوفمبر 889 م) أديب لغوي فقيه محدِّث مؤرِّخ مسلم. عاش في زمن دولة بني العباس، له العديد من المصنفات أشهرها عيون الأخبار، وأدب الكاتب وغيرها. وكان يعد خطيب أهل السنَّة والجماعة. سخر قلمه لإعلاء منزلة السنَّة، وتفنيد الحجج التي ظهر بها خصومها، وقِيل فيه إنّه في أهل السنة بمنزلة الجاحظ عند المعتزلة. تُوفِّي في شهر رجب سنة ست وسبعين ومئتين.

## سيرته
يعتقد أنه ولد في بغداد وسكن الكوفة ثم ولّي قضاء الدِّيْنَوَر مدَّة فنُسب إليها. أخذ العلم في بغداد على يد مشاهير علمائها، فأخذ الحديث عن أئمته المشهودين وفي مقدمتهم إسحاق بن راهويه، أحد أصحاب الإمام الشافعي، وله مسند معروف. وأخذ اللغة والنحو والقراءات على أبي حاتم السجستاني، وعن أبي الفضل الرياشي، وكان عالما باللغة العربية والشعر وكثير الرواية عن الأصمعي، كما تتلمذ على عبد الرحمن ابن أخي الأصمعي، وحرملة بن يحيى، وأبي الخطاب زياد بن يحيى الحساني، وغيرهم.
بعد أن اشتهر ابن قتيبة وعُرف قدره اختير قاضيا لمدينة الدِينَوَر من بلاد فارس، وكان بها جماعة من العلماء والفقهاء والمحدثين، فاتصل بهم، وتدارس معهم مسائل الفقه والحديث. عاد بعد مدة إلى بغداد، واتصل بأبي الحسن عبيد الله بن يحيى بن خاقان وزير الخليفة المتوكل، وأهدى له كتابه أدب الكاتب. وأستقر بن قتيبة في بغداد، وأقام فيها حلقة للتدريس ومن أشهر تلاميذهِ: ابنه القاضي أبو جعفر أحمد بن قتيبة، وأبو محمد عبد الله بن جعفر بن درستويه.
عرف ابن قتيبة منذ بواكير الصبا بنهمه العلمي ؛ فقد كانت نفسه تواقة للتعلق بالعلوم، وفي ذلك يقول: «وقد كنت في عنفوان الشباب وتطلب الآداب أحب أن أتعلق من كل علم بسبب، وأن أضرب فيه بسهم». وساعده على ذلك أن بغداد كانت يومئذ تعج بالعلماء والأدباء والشعراء، وقد نهل ابن قتيبة العلوم من أفواه أئمتها في عصره حتى أضحى إماما في اللغة ناصرة للسنة قامعا للبدعة حتى قيل فيه: خطيب الفقهاء وفقيه الخطباء، بل عده شیخ الإسلام ابن تيمية خطيب أهل السنة. وتولى قضاء دینور، وطال مكثه بها، واتجهت أنظار الناس إليه، وأخذوا عنه العلم والأدب، ورغبوا في مصنفاته لما امتازت من عمق وأصالة، وأسلوب مشرق رصين، ودفاعه المحمود عن العرب والإسلام حتى قال ابن النديم: «وكتبه في الجبل مرغوب فيها» .

## مؤلفاته
- كتاب غريب القرآن
- كتاب غريب الحديث
- كتاب تاريخ الخلفاء (الإمامة والسياسة)، منسوب له.
- كتاب المعارف
- كتاب مشكل القرآن
- كتاب تأويل مختلف الحديث
- كتاب أدب الكاتب، تحقيق محمد أحمد الدالي، مؤسسة الرسالة.
- كتاب عيون الأخبار
- كتاب طبقات الشعراء
- كتاب إصلاح الغلط
- كتاب الفرس
- كتاب الهجو
- كتاب المسائل
- كتاب أعلام النبوة
- كتاب الميسر
- كتاب  الإبل
- كتاب  الوحش
- تعبير الرؤيا، تحقيق إبراهيم صالح، دار البشائر بدمشق، 2001.
- كتاب  الفقه
- كتاب  معاني الشعر
- كتاب  جامع النحو
- كتاب  الصيام
- كتاب  أدب القاضي
- كتاب  الرد على من يقول بخلق القرآن
- كتاب  إعراب القرآن
- كتاب  القراءات
- كتاب  الأنواء
- كتاب  التسوية بين العرب والعجم
- كتاب  الأشربة.[6]

## شيوخه وتلاميذه

### من شيوخه
1. أحمد بن سعيد اللحياني، صاحب أبي عبيد القاسم بن سلام، وقد قرأ علیه كتاب «الأموال»، و« غريب الحديث» لأبي عبيد.
2. أبو إسحاق إبراهيم بن سفيان الزيادي؛ تلميذ سيبويه والأصمعي وأبي عبيد، المتوفى سنة (268 هـ‍).
3. أبو يعقوب إسحاق بن إبراهيم بن راهويه، الإمام الجليل الحافظ الثقة، المتوفى سنة (238 هـ‍).
4. أبو الفضل العباس بن الفرج الرياشي، تلميذ الأصمعي، كان إمامة في النحو واللغة، المتوفى سنة (207 هـ‍).
5. أبو عثمان عمرو بن بحر الجاحظ، أجاز ابن قتيبة ببعض كتبه؛ كما صرح في عيون الأخبار» (119/3 و 219 و 269) حيث يقول: «فيما أجاز لنا عمرو بن بحر من كتبه».
6. أبو عبد الله محمد بن سلام الجمحي، صاحب «طبقات الشعراء»، المتوفى سنة (231 هـ‍).
7. والده مسلم بن قتيبة، أخذ عنه العلم والأدب، وتعلم منه الفارسية، وأشار إليه «عيون الأخبار»، و«المعارف».
8. يحيى بن أكثم القاضي، أخذ عنه العلم بمكة المكرمة.

#### ومن تلاميذه
1. أبو بكر أحمد بن الحسين بن إبراهيم الدينوري، وقرا عليه «تأويل مختلف الحدیث».
2. ابنه أحمد بن عبد الله بن مسلم المتوفى سنة (322 هـ‍)، وكان يحفظ كتب أبيه حفظا كاملا؛ فقد قرأها جميعها على أبيه، ثم قام بتدريسها لتلاميذه، ثم أخذها عنه ابنه عبد الواحد بن أحمد، وهكذا توارث آل قتيبة العلم، والأدب، والوقار.
3. أحمد بن مروان المالكي المتوفى سنة (298 هـ‍)، وقد روى هذا الكتاب «تأويل مختلف الحدیث»، وانتهى إلينا بروايته.
4. إبراهيم بن أحمد الشيباني البغدادي، المتوفی (298 هـ‍).
5. أبو القاسم إبراهيم بن محمد بن أيوب بن بشیر الصائغ، المتوفى سنة (313 هـ‍)، وهو راوي كل مصنفات ابن قتيبة.
6. أبو محمد عبد الله بن جعفر بن در ستويه الفسوي، المتوفى سنة (330 هـ‍).
7. عبيد الله بن أحمد بن عبد الله بن بكير التميمي، المتوفى سنة (336 هـ‍).
8. عبيد الله بن عبد الرحمن بن محمد بن عيسى السكري، المتوفى سنة (323 هـ‍)، وقد سمع من ابن قتيبة «إصلاح الغلط»، و«غريب الحديث».
9. قاسم بن أصبغ، الرحالة الأندلسي، المتوفى سنة (340 هـ‍)، «المعارف»، و«غریب الحدیث».
10. الهيثم بن كليب الشاشي، المتوفى سنة (335 هـ‍)، أخذ عن ابن قتيبة الأدب.
11. أبو عبد الله بن أبي الأسود، المتوفى سنة (363 هـ‍).
12. أبو محمد بن خلف المرزبان المتوفى سنة (309 هـ‍).

## ثناء العلماء عليه
- قال أبو القاسم الأزهري: «وما رأيت أحدا يدفعه عن الصدق فيما يرويه».
- وقال الخطيب البغدادي: «كان ثقة دينا فاضلا».
- وقال ابن الأنباري: «كان فاضلا في الفقه والنحو والشعر، متقنا في العلوم، وله المصنفات المذكورة والمؤلفات المشهورة».
- وقال الذهبي: «العلامة الكبير ذو الفنون، صنف وجمع، ويعد صيته، كان اللسان العربي والأخبار وأيام الناس، والرجل ليس بصاحب حديث، وإنما هو من كبار العلماء المشهورين، عنده فنون جمة وعلوم مهمة».
- وقال: «من أوعية العلم لكنه قليل العمل في الحديث».
- وقال ابن كثير: «أحد العلماء والأدباء والحفاظ والأذكياء، كان ثقة نبيلا».

## وفاته
توفي ابن قتيبة في وقت السَّحَر من شهر رجب سنة 276 هـ، وهو القول الأشهر في تاريخ وفاته. وذكر الذهبي سبب موته قائلًا: مات في رجب سنة ستٍّ وسبعين ومئتين من هريسة بلعَها سُخنة فأهلكته. 

## روابط خارجية
- ابن قتيبة على موقع الموسوعة البريطانية (الإنجليزية)